# پنز کریک (پنسیلوانیا)
پنز کریک (به انگلیسی: Penns Creek) یک منطقهٔ مسکونی در ایالات متحده آمریکا است که در شهرستان اسنایدر، پنسیلوانیا واقع شده‌است. پنز کریک ۳٫۰ کیلومتر مربع مساحت و ۶۶۸ نفر جمعیت دارد.